# François Joseph Paul de Grasse
François Joseph Paul, Conde de Grasse, Marquês de Grasse-Tilly (Le Bar-sur-Loup, 13 de setembro de 1722 – Paris, 11 de janeiro de 1788) foi um oficial francês de carreira que alcançou o posto de almirante. 

## Carreira
Ele é mais conhecido por seu comando da frota francesa na Batalha de Chesapeake em 1781, no último ano da Guerra Revolucionária Americana. Isso levou diretamente à rendição britânica em Yorktown e ajudou a obter a vitória dos rebeldes.
Após esta ação, de Grasse voltou com sua frota para o Caribe. Em 1782, o almirante britânico George Brydges Rodney, 1.º Barão Rodney, derrotou e capturou Grasse de forma decisiva na Batalha de Saintes. Grasse foi amplamente criticado por sua derrota naquela batalha. Em seu retorno à França em 1784, ele culpou seus capitães pela derrota. Uma corte marcial exonerou todos os seus capitães, encerrando efetivamente sua carreira naval.